# Ancylomenes
Genre
Ancylomenes est un genre de crevettes de la famille des Palaemonidae. La plupart de ces espèces vivent en association symbiotique avec des animaux plus grands, notamment des anémones de mer. 

## Liste des espèces
Selon World Register of Marine Species (20 décembre 2015) :
- Ancylomenes adularans (Bruce, 2003)
- Ancylomenes aesopius (Spence Bate, 1863)
- Ancylomenes amirantei (Bruce, 2007)
- Ancylomenes aqabai (Bruce, 2008)
- Ancylomenes australis Bruce, 2013
- Ancylomenes batei Bruce, 2011
- Ancylomenes grandidens (Bruce, 2005)
- Ancylomenes holthuisi (Bruce, 1969)
- Ancylomenes kobayashii (Okuno & Nomura, 2002)
- Ancylomenes kuboi Bruce, 2010
- Ancylomenes lipkei Bruce, 2011
- Ancylomenes longicarpus (Bruce & Svoboda, 1983)
- Ancylomenes lucasi (Chace, 1937)
- Ancylomenes luteomaculatus Okuno & Bruce, 2010
- Ancylomenes magnificus (Bruce, 1979)
- Ancylomenes okunoi Bruce, 2010
- Ancylomenes pedersoni (Chace, 1958)
- Ancylomenes sarasvati (Okuno, 2002)
- Ancylomenes speciosus (Okuno, 2004)
- Ancylomenes tenuirostris (Bruce, 1991)
- Ancylomenes tosaensis (Kubo, 1951)
- Ancylomenes venustus (Bruce, 1989)

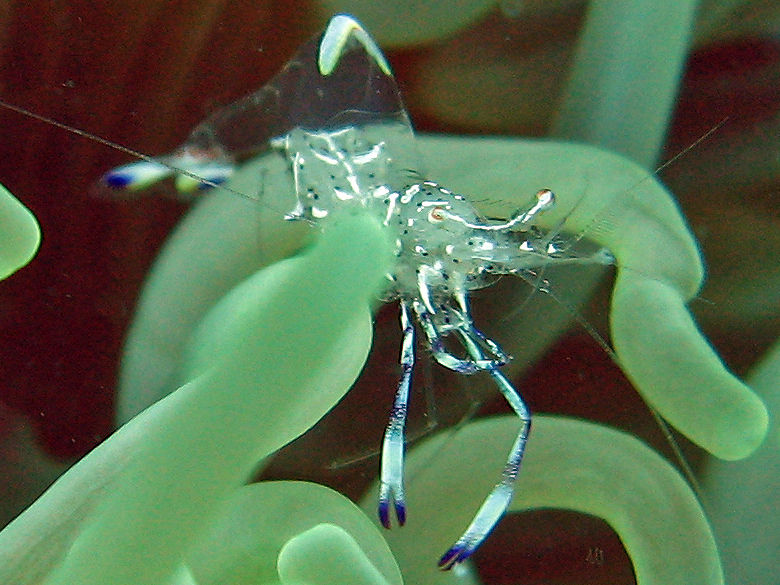
Ancylomenes holthuisi.
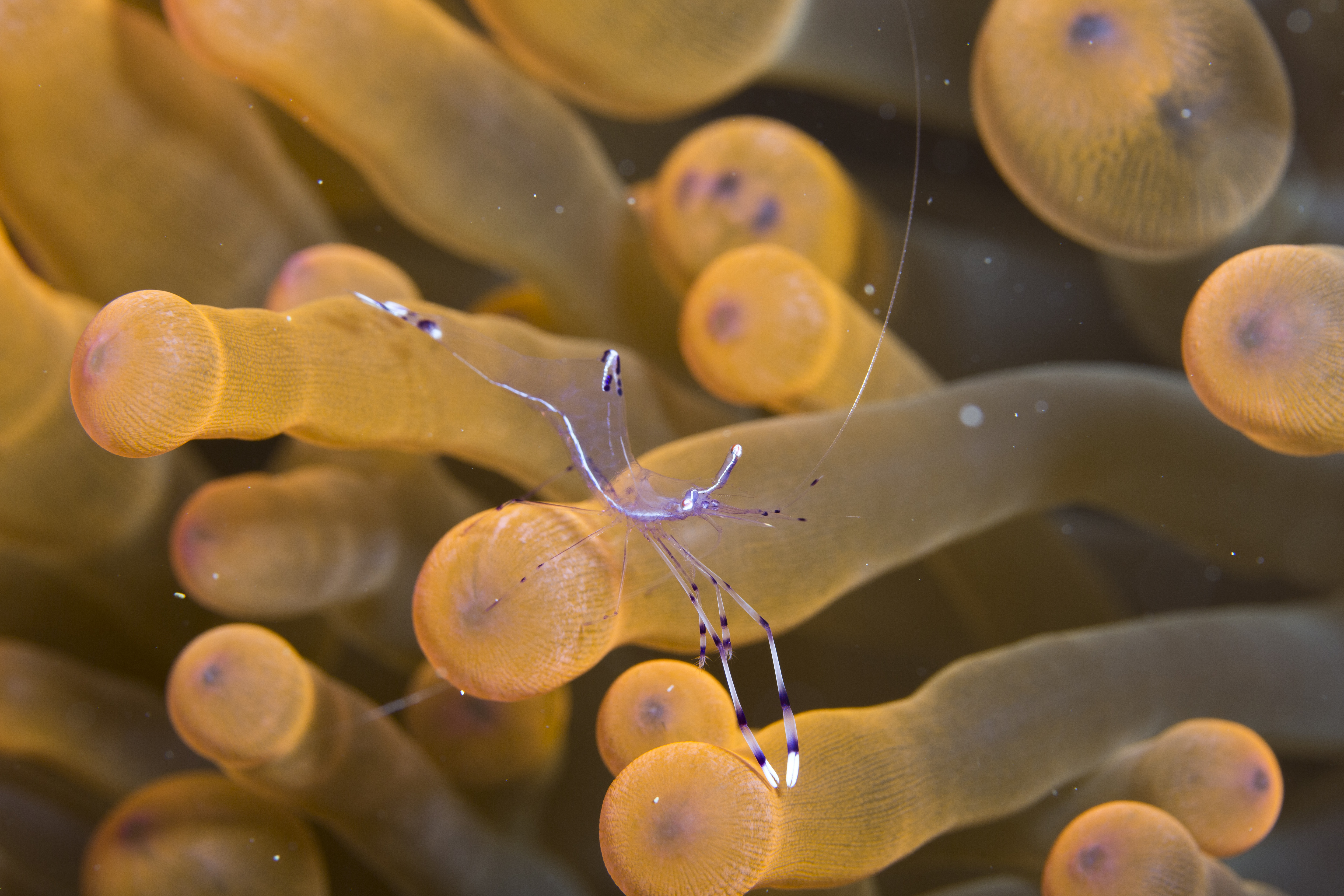
Ancylomenes longicarpus.
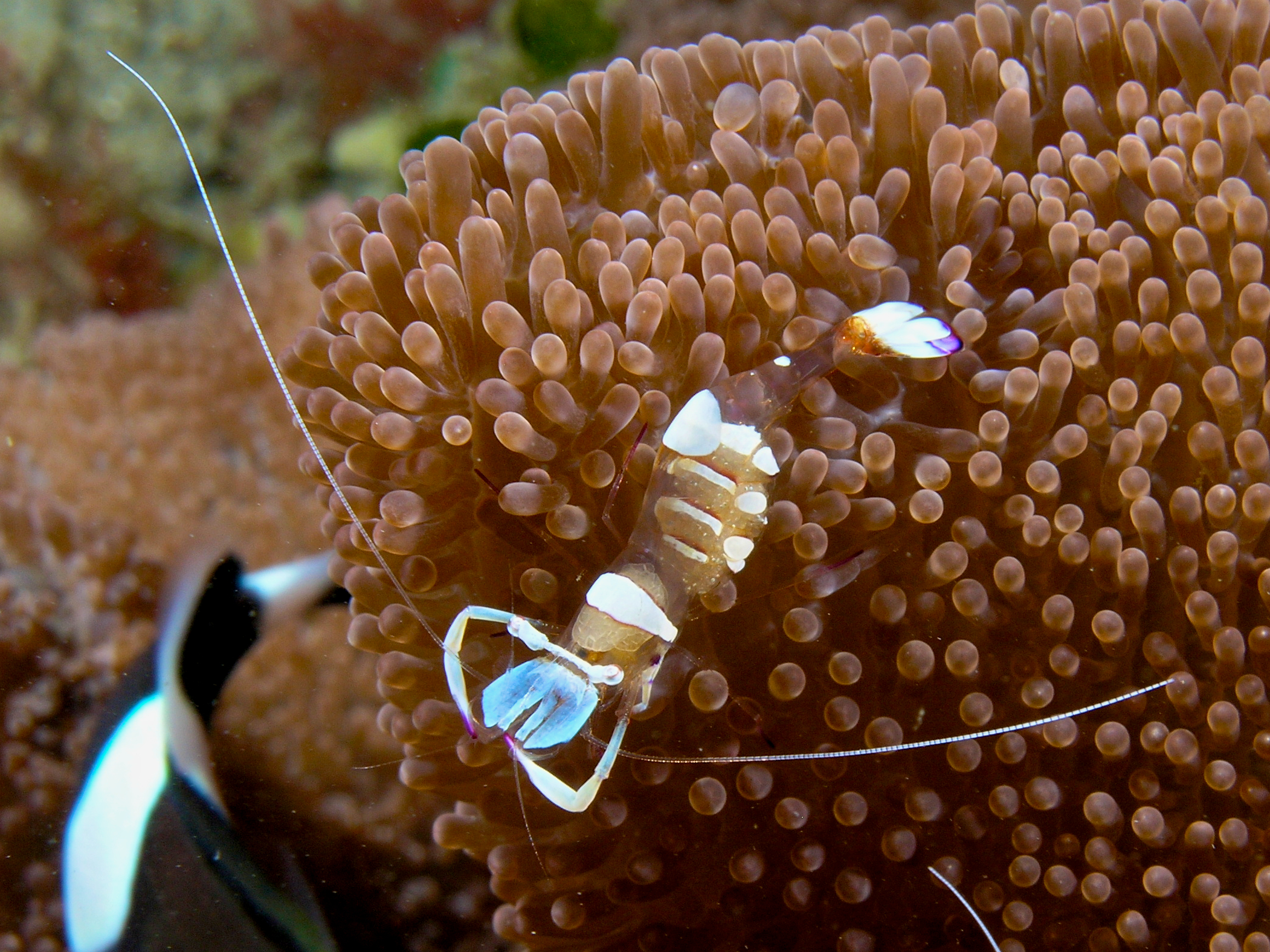
Ancylomenes magnificus.
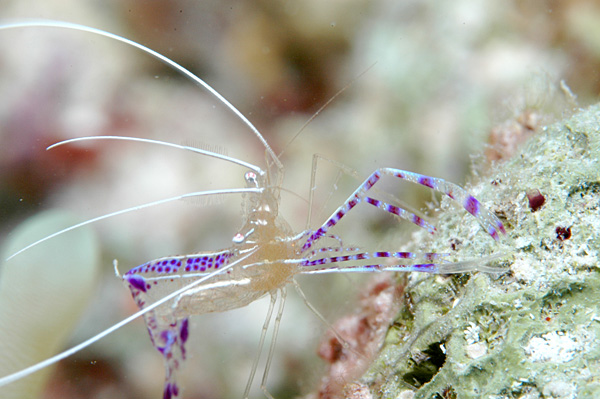
Ancylomenes pedersoni.
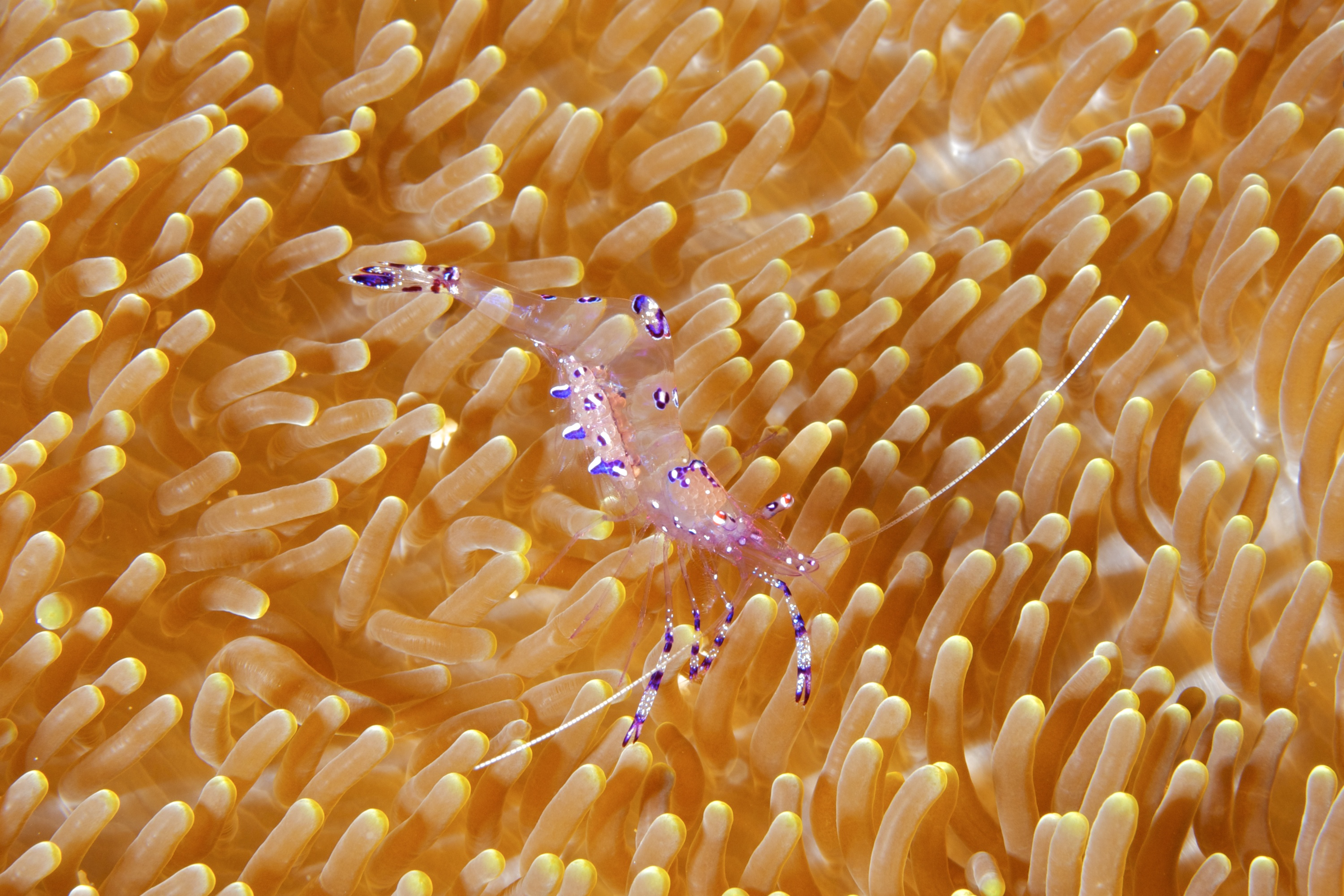
Ancylomenes sarasvati.
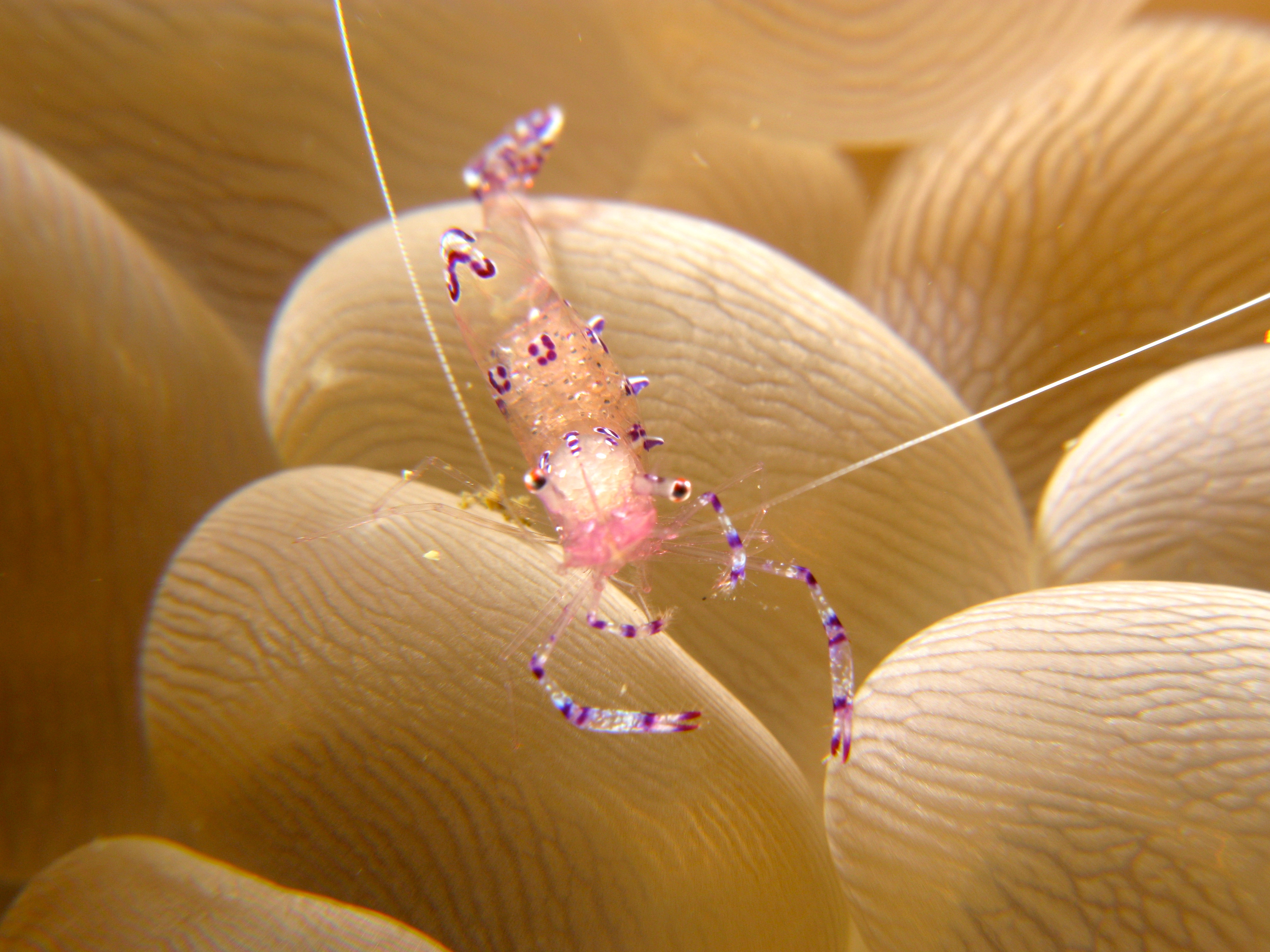
Ancylomenes tosaensis.
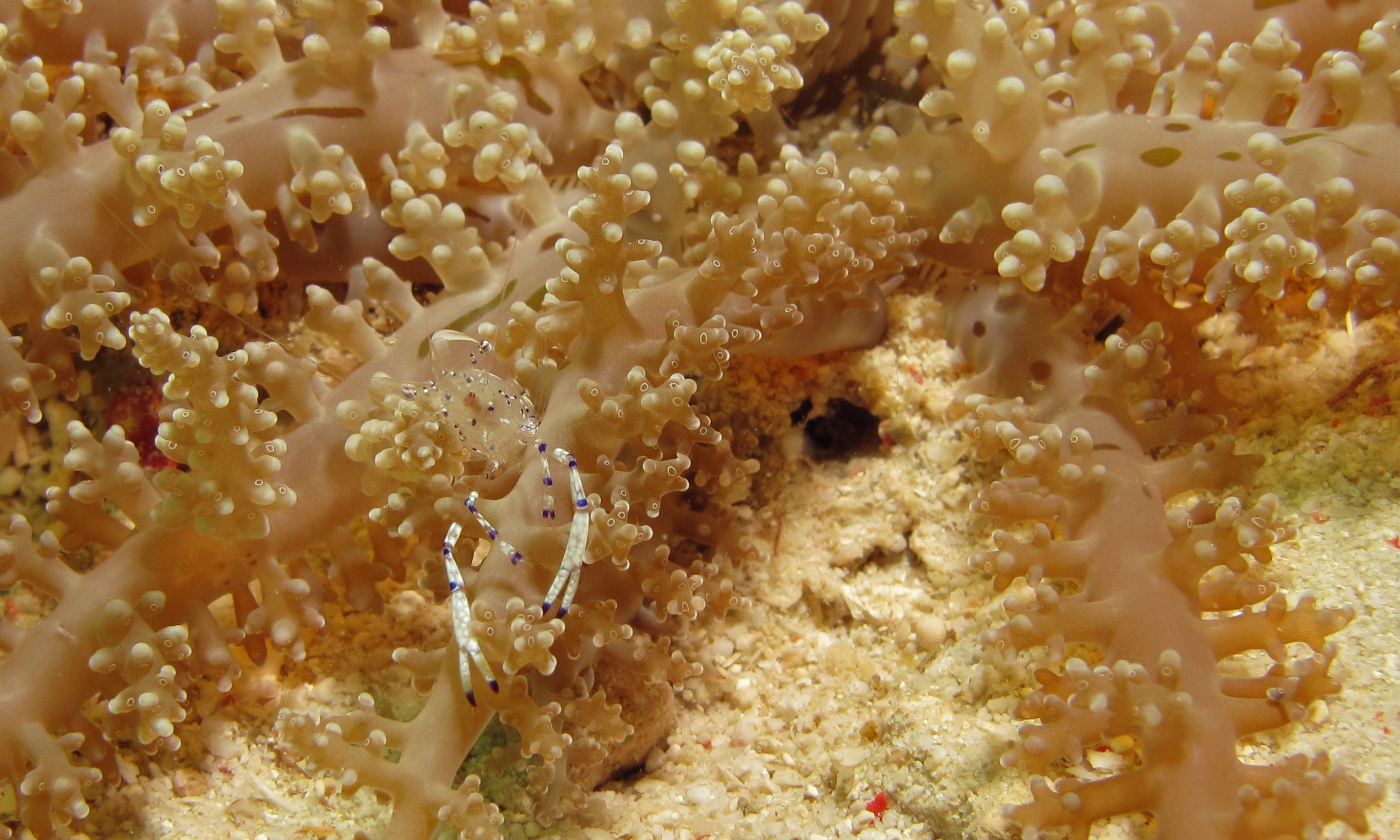
Ancylomenes venustus.